# ۲-متوکسی‌اتانول
۲-متوکسی‌اتانول (به انگلیسی: 2-Methoxyethanol) با فرمول شیمیایی 'کربن'۳'هیدروژن'۸'اکسیژن'۲ یک ترکیب شیمیایی است؛ که جرم مولی آن ۷۶٫۰۹ g/mol است.